# Glory (álbum)
Glory é o nono álbum de estúdio da cantora e compositora estadunidense Britney Spears, lançado em 26 de agosto de 2016, pela RCA Records. Depois de renovar seu contrato com a RCA, Spears começou a trabalhar no álbum em 2014. Sem prazo para conclusão, ela continuou trabalhando entre 2015 e 2016, o que, de acordo com a artista, deu a ela a oportunidade de criar um de seus álbuns favoritos em sua discografia. Primariamente um álbum pop, também contém elementos de R&B, EDM e hip hop.
Glory recebeu avaliações positivas. Os críticos musicais elogiaram a produção do álbum, o desempenho vocal de Spears e citaram-no entre seus melhores discos. Foi incluído nas listas de melhores álbuns de final de ano de diversas publicações. Apesar de não ter obtido um grande desempenho comercial em comparação a outros álbuns de Spears, Glory estreou na terceira posição da Billboard 200, tornando-se seu nono álbum consecutivo a alcançar o top cinco na tabela estadunidense. Conquistou o topo das tabelas na República Tcheca, Irlanda e Itália e também alcançou o top cinco em outros 20 países.
"Make Me..." foi lançada como carro-chefe do álbum em 15 de julho de 2016. O single alcançou a 17ª posição da Billboard Hot 100. "Slumber Party" foi lançada como segundo single em 16 de novembro de 2016, conquistando seu pico na 86ª posição da parada estadunidense. Glory foi ainda promovido com três singles promocionais—"Private Show", "Clumsy" e "Do You Wanna Come Over?", lançadas nas semanas anteriores ao lançamento do álbum. Spears promoveu o álbum com aparições e apresentações na televisão, incluindo no MTV Video Music Awards de 2016.
Glory foi relançado duas vezes em 2020; a reedição padrão foi lançada em 29 de maio, e a reedição deluxe foi disponibilizada em 4 de dezembro. "Mood Ring (By Demand)" foi lançada como terceiro single em 10 de julho de 2020, quase quatro anos após o lançamento original do álbum; "Swimming in the Stars" foi lançada como quarto single em 2 de dezembro de 2020; "Matches" foi lançada como quinto e último single em 18 de dezembro de 2020.

## Antecedentes e desenvolvimento
"'Pretty Girls' não era original. Britney queria fazer coisas que fossem frescas e inesperadas desta vez. Nunca houve um momento em que foi dada uma música a ela, ninguém disse: 'Isso é um sucesso. Você tem que gravar". Britney perseguiu as músicas que ela queria fazer para si mesma. Ela veio com conceitos e melodias. É o bebê dela. É como ser um atleta. Se você está fazendo tanto assim, você está ficando em forma. Ela estava sempre pronta para trabalhar durante as sessões de gravações, e era muito importante para ela ser feito em um determinado horário para que ela pudesse pegar seus filhos na escola."

 — A produtora executiva Karen Kwak descrevendo o processo de gravação de Glory.
Em agosto de 2014, Spears anunciou que renovou seu contrato com a RCA e que estava escrevendo e gravando novas músicas. O processo de gravação do álbum levou dois anos e meio e as músicas "30-40" foram gravadas para o álbum. Seis meses após a gravação do álbum, Spears estava insatisfeita com os resultados. Karen Kwak foi então colocada no álbum como produtora executiva após o lançamento de "Pretty Girls" e ajudou Spears a encontrar "pessoas mais divertidas para compor". Kwak queria se lembrar da sonoridade dos álbuns anteriores da cantora, Blackout e In The Zone para Glory, e escolheu produtores baseados nisso. Kwak disse sobre o álbum: "Britney seguiu as músicas que ela queria fazer para si mesma. Ela inventou conceitos e melodias. É o bebê dela". Em março de 2015, durante uma entrevista à Billboard, Spears disse que ela estava trabalhando em um novo álbum de forma mais "lenta e segura".
Em abril de 2015, Matthew Koma confirmou que trabalhou em material para o disco, nenhum dos quais fez parte da equipe final. Em junho de 2015, Spears foi fotografada trabalhando com Sam Bruno, no entanto, nenhum desses materiais acabou entrando no disco. Em julho de 2015, Spears foi fotografada trabalhando com os escritores Chantal Kreviazuk e Simon Wilcox ao lado do produtor Ian Kirkpatrick; No mesmo mês, DJ Mustard anunciou que estava trabalhando no álbum, mais tarde revelado como "Mood Ring", que foi gravado no mês anterior. Spears também foi fotografada trabalhando com o produtor Alex Da Kid em julho de 2015, no entanto, suas contribuições não entraram no álbum. Em outubro de 2015, Spears foi fotografada trabalhando no estúdio com Burns e Mischke. Mais tarde naquele mês, Spears sugeriu o título de "Just Luv Me". Em novembro de 2015, Spears foi fotografada trabalhando no estúdio com Justin Tranter e Julia Michaels.
Em março de 2016, Spears disse que estava "participando mais ativamente" do processo de produção do álbum e que "é a melhor coisa que já fiz em muito tempo", embora tenha notado que não sabia quando o álbum ficaria pronto e lançado e que ela "não estava com pressa [...] quero que meus fãs realmente apreciem isso". A última faixa gravada para o álbum foi "Love Me Down". Em 3 de agosto de 2016, Spears divulgou o nome e a cobertura de seu novo disco, confirmando a data de lançamento e anunciou que sua nova música "Private Show" estaria disponível instantaneamente para download para aqueles que pré-encomendaram o álbum no iTunes. Em Most Requested Live com Romeo, Spears revelou que foi seu filho quem escolheu o nome do álbum.

## Composição
Desde o início do processo de gravação do álbum, Spears insistiu que ela queria fazer algo diferente com o projeto e dar uma volta à esquerda. Durante uma sessão de perguntas e respostas do Tumblr com os fãs em julho de 2016, quando perguntada sobre o estilo do álbum, Spears respondeu: "Só vou dizer isso ... Nós realmente exploramos algumas coisas novas". Em 5 de agosto, ela revelou em uma entrevista de rádio no programa On Air with Ryan Seacrest que o álbum "levou muito tempo, mas eu acho que nós o trouxemos para um nível onde eu estava realmente, muito feliz com o que temos, é legal, é bem diferente [...] tem umas duas ou três músicas que vão na direção mais urbanas que eu queria fazer há muito tempo".

## Promoção

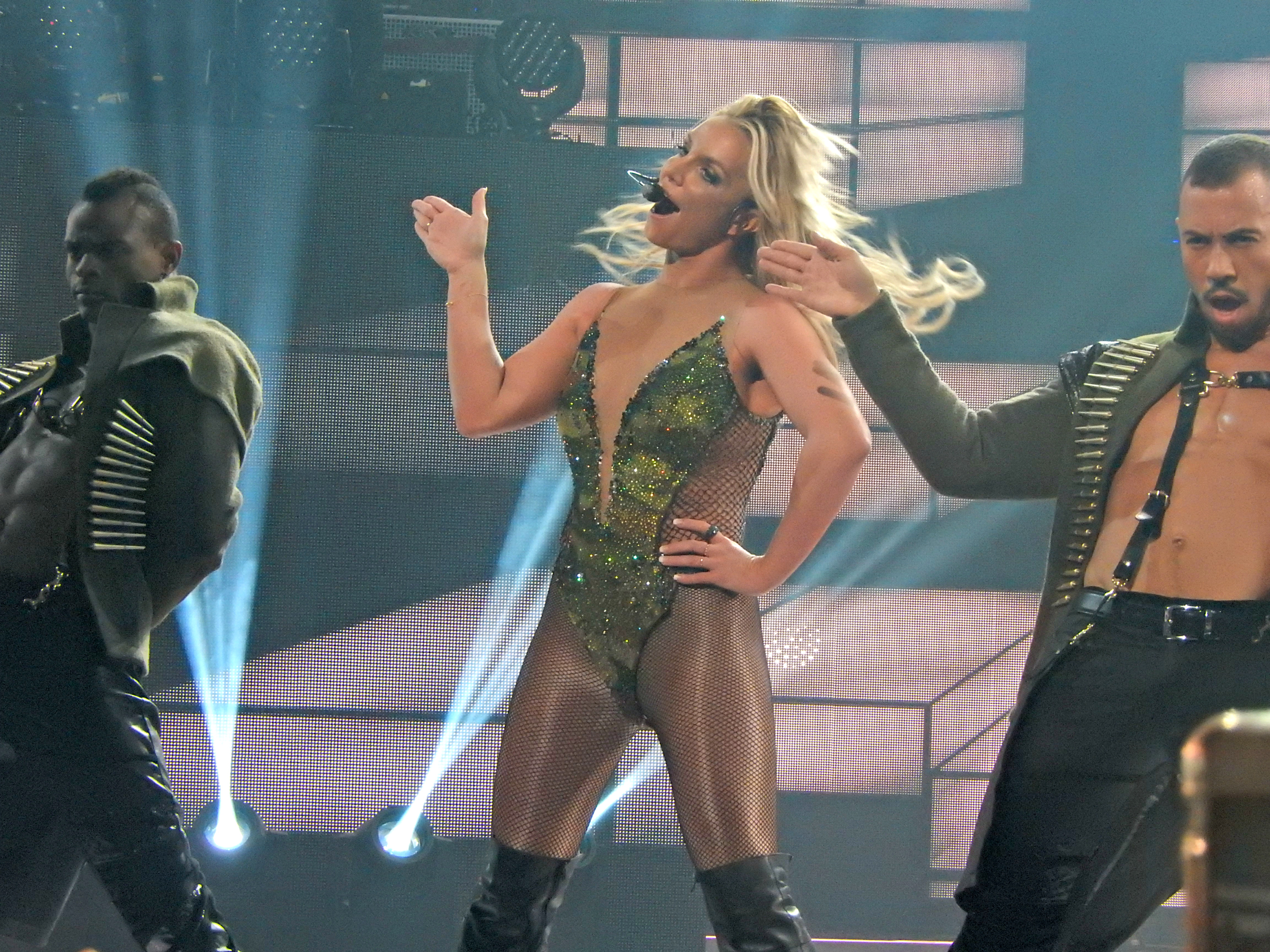
Spears performando no Apple Music Festival, no Camden Town, Londres, Reino Unido, em 27 de setembro de 2016.

Em 3 de agosto, Spears apareceu no Jimmy Kimmel Live!, pegando Jimmy Kimmel de surpresa, com uma performance improvisada de "Make Me ..." ao lado de dançarinos do sexo masculino. Em 5 de agosto, Spears foi entrevistada no programa de rádio On Air with Ryan Seacrest, onde ela discutiu o desenvolvimento do álbum. Em 16 de agosto, Spears anunciou que iria performar "Make Me ..." no MTV Video Music Awards de 2016. A apresentação foi anunciada após o cancelamento de duas datas de show da Britney: Piece of Me que foram inicialmente marcadas dois dias antes da premiação.. O desempenho foi sua primeira apresentação no VMA desde sua performance de "Gimme More" em 2007. Em 24 de agosto, Spears foi entrevistada por Scott Mills na BBC. Em 25 de agosto, Spears apareceu no quadro "Carpool Karaoke" no The Late Late Show with James Corden, onde ela cantou "Oops!... I Did It Again", "Womanizer", "Toxic" e "...Baby One More Time", junto com "Make Me ...". Em 29 de agosto, um dia depois do VMA, ela foi entrevistada no programa Elvis Duran and the Morning Show e Zach Sang Show. Em 1 de setembro, Spears apareceu pela primeira vez em quinze anos no Today Show para uma entrevista e para performar "Make Me ..." e "Do You Wanna Come Over?". Em 7 de setembro, Spears apareceu no The Ellen DeGeneres Show, onde ela foi com Ellen ao shopping e distribuiu cópias autografadas de Glory. Em 24 de setembro, Spears se apresentou no iHeartRadio Music Festival na T-Mobile Arena, sendo transmitido na The CW. Em 27 de setembro, Spears se apresentou no Apple Music Festival em Londres. Em 1 de outubro, Spears apareceu no The Jonathan Ross Show para uma entrevista e para performar "Make Me ...", marcando sua primeira apresentação na TV britânica desde 2008. Em 2 de dezembro, Spears apresentou-se na 102.7 KIIS FM. Ela recebeu um bolo de aniversário e performou "Slumber Party" com Tinashe. Um dia depois, ela se apresentou no programa Triple Ho Show no 99.7 NOW. Em 10 de dezembro, Spears apresentou-se no B96 Pepsi Jingle Bash.

## Singles
"Make Me..." foi lançado como o primeiro single do álbum em 15 de julho de 2016. Ele foi descrito como uma canção de R&B mid-tempo "furtiva" e apresenta a colaboração vocal do rapper americano G-Eazy. Um videoclipe de acompanhamento para o single estreou no VEVO em 5 de agosto de 2016. O single estreou e alcançou o número 17 na Billboard Hot 100, tornando-se sua sexta maior estréia no gráfico e seu 34ª single a entrar no "Hot 100".
Uma versão remix de "Slumber Party", com Tinashe, foi lançada em 18 de novembro de 2016 como seu segundo single. Um videoclipe também estreou no mesmo dia. O single estreou no número 86 na Hot 100 da Billboard, em 10 de dezembro de 2016. É também sua 35ª entrada no Hot 100.
O "Private Show" foi lançado como o primeiro single promocional junto com a pré-venda em 4 de agosto de 2016. A música compartilha o título de sua mais recente fragrância. A canção foi escrita por Britney Spears, Carla Williams, Tramaine Winfrey e Simon Smith. "Clumsy" foi lançado como o segundo single promocional em 11 de agosto de 2016. O terceiro e último single promocional, "Do You Wanna Come Over?", foi lançado em 18 de agosto de 2016.

## Recepção crítica
| Críticas profissionais | Críticas profissionais |
| Pontuações agregadas   | Pontuações agregadas   |
| Fonte                  | Avaliação              |
| ---------------------- | ---------------------- |
| AnyDecentMusic?        | 6.8/10                 |
| Metacritic             | 71/100                 |
| Avaliações da crítica  |                        |
| Fonte                  | Avaliação              |
| AllMusic               | [ 48 ]                 |
| The Boston Globe       | (positive)             |
| The Daily Telegraph    | [ 50 ]                 |
| Entertainment Weekly   | B                      |
| Los Angeles Times      | (positive)             |
| NME                    | 3/5                    |
| The New York Times     | (mixed)                |
| Rolling Stone          | [ 55 ]                 |
| Slant Magazine         | [ 2 ]                  |
| Vice                   | A–                     |

Glory recebeu críticas positivas dos críticos. O Metacritic, atribui uma classificação normalizada de 100 a críticas da crítica mainstream, o álbum recebeu uma pontuação média de 71, o que indica "avaliações em sua maioria positivas", com base em 14 avaliações. Sal Cinquemani da revista Slant classificou o álbum de 3,5 de 5 estrelas, e chamou a sonoridade do álbum de "ousado e maduro", mas criticou "Private Show", chamando-o "única falha de fogo genuína do álbum". Em uma análise positiva, Maura Johnston, do The Boston Globe, descreveu o álbum como "uma energia desenfreada" que "opera em seus próprios termos". Neil McCormick do The Daily Telegraph elogiou a produção do álbum e observou que "cada faixa soa como um single".
Em uma revisão mista do álbum, Jon Parales do The New York Times afirmou que o álbum era "unidimensional", mas notou que ela soava como se ela "tivesse voltado enfaticamente para o primeiro plano". Mesfin Fekadu da Associated Press observou que Spears "tomou nota e saltou na batida [de R&B]", mas afirmou que as canções não eram "autenticamente Britney". Em contraste, Nolan Feeney da Entertainment Weekly caracterizou as músicas do álbum como "vislumbres da verdadeira Britney - seus gostos musicais, sua voz - imperfeições e tudo mais".
Em particular, os vocais de Spears foram em sua maioria elogiados. O Los Angeles Times descreveu os vocais como uma "grande melhoria" em relação aos de Britney Jean, observando que "a natureza muito executada do canto [...] faz de Glory um bom momento". The Boston Globe observou que Spears estava "se jogando completamente em seu desempenho vocal" no álbum e o The New York Times descreveu Spears como "mais envolvida, mais presente do que em uma década". A Rolling Stone comparou positivamente os vocais de Spears no disco com os usado em In the Zone, notando que "ela não brinca com seus vocais de forma tão inteligente desde a época de "Toxic". Entertainment Weekly descreveu o álbum como "seu vocal mais envolvente" em uma década e observou Spears como "mais presente e entusiasmada do que outros anos". Em um sentimento similar, o Idolator descreveu Spears como "mais lúcida, engajada e de frente e centro do que em anos". A Slant Magazine elogiou Britney pela "vontade de se crescer vocalmente e explorar novos terrenos sonoros", mas também observou que, às vezes, isso "destaca suas deficiências".

### Listas de fim-de-ano
Glory foi incluída nas listas de final de ano dos melhores álbuns por várias publicações.
| Publicação     | Lista                             | Ano  | Rank | Ref.   |
| -------------- | --------------------------------- | ---- | ---- | ------ |
| Slant Magazine | 25 melhores álbuns de 2016        | 2016 | 10   | [ 59 ] |
| Digital Spy    | 20 melhores álbuns de 2016        | 2016 | 11   | [ 60 ] |
| Fuse           | Melhores álbuns de 2016           | 2016 | 12   | [ 61 ] |
| Glamour        | 20 melhores álbuns do ano de 2016 | 2016 | 20   | [ 62 ] |
| AOL            | Melhores álbuns de 2016           | 2016 | 5    | [ 63 ] |
| Rolling Stone  | 20 melhores álbuns pop de 2016    | 2016 | 5    | [ 64 ] |

## Desempenho comercial
Glory estreou no número três na Billboard 200 dos EUA, vendendo 111.000 unidades em sua primeira semana. No Reino Unido e Irlanda, Glory estreou no número dois e número um, respectivamente, tornando-se seu álbum mais alto nesses países desde Blackout (2007). Na Alemanha, o álbum estreou no número três, tornando-se seu álbum mais alto em 13 anos, desde o lançamento de In the Zone (2003). Na Itália , o álbum estreou no primeiro lugar, tornando-se o primeiro álbum de Britney a chegar ao topo da parada de álbuns italiana. No Japão , o álbum chegou ao número 19 na Billboard Japan Hot Albums chart. Na Coréia do Sul, o álbum estreou no número 26 no Gaon Album Chart e no número 3 na versão internacional do mesmo gráfico. Após a turnê de Spears na Coréia, o álbum se recuperou no Gaon International Chart e alcançou o topo da tabela, maior do que a sua posição de estreia. O álbum também ficou entre os dez maiores do ranking em 24 países internacionais.

## Alinhamento de faixas
A lista de faixas completa foi divulgada pela iTunes Store em 19 de agosto de 2016.
| Glory – Edição digital padrão |                                    |                                                                            |                                    |         |  |
| N.º                           | Título                             | Compositor(es)                                                             | Produtor(es)                       | Duração |  |
| 1.                            | "Invitation"                       | Britney Spears Julia Michaels Justin Tranter Nick Monson                   | Monson Mischke [a]                 | 3:19    |  |
| 2.                            | "Make Me..." (com part. de G-Eazy) | Spears Matthew Burns Joe Janiak Gerald Gillum                              | Burns Mischke [a]                  | 3:51    |  |
| 3.                            | "Private Show"                     | Spears Carla Marie Williams Tramaine "Young Fyre" Winfrey Simon Smith      | Winfrey Mischke [a]                | 3:54    |  |
| 4.                            | "Man on the Moon"                  | Jason Evigan Ilsey Juber Phoebe Ryan Sterling Fox Marcus Lomax             | Evigan Dan Book [a] Pat Thrall [a] | 3:46    |  |
| 5.                            | "Just Luv Me"                      | Daniel Omelio Magnus August Høiberg Michaels                               | Cashmere Cat Robopop Mischke [a]   | 3:61    |  |
| 6.                            | "Clumsy"                           | Talay Riley Warren "Oak" Felder Alex Niceforo                              | Felder Alex Nice Mischke [a]       | 3:02    |  |
| 7.                            | "Do You Wanna Come Over?"          | Mattias Larsson Robin Fredriksson Michaels Tranter Sandy Chila             | Mattman & Robin                    | 3:22    |  |
| 8.                            | "Slumber Party"                    | Larsson Fredriksson Michaels Tranter                                       | Mattman & Robin Mischke (a)        | 3:34    |  |
| 9.                            | "Just Like Me"                     | Spears Michaels Tranter Monson                                             | Monson Mischke [a]                 | 2:44    |  |
| 10.                           | "Love Me Down"                     | Evan Kidd Bogart Andrew Goldstein Jesse St. John Jessica Karpov            | Goldstein Mischke [a]              | 3:18    |  |
| 11.                           | "Hard to Forget Ya"                | Oscar Görres Ian Kirkpatrick Brittany Coney Denisia Andrews Edward Drewett | Görres Kirkpatrick [b] Mischke [a] | 3:30    |  |
| 12.                           | "What You Need"                    | Spears Williams Winfrey Smith                                              | Winfrey Mischke [a]                | 3:07    |  |
| Duração total:                | Duração total:                     | Duração total:                                                             | Duração total:                     | 41:26   |  |

| Glory – Edição deluxe (faixas bônus) |                                     |                                                           |                             |         |  |
| N.º                                  | Título                              | Compositor(es)                                            | Produtor(es)                | Duração |  |
| 13.                                  | "Better"                            | Spears Michaels Tranter Michael Tucker                    | Bloodpop Mischke [a]        | 3:10    |  |
| 14.                                  | "Change Your Mind (No Seas Cortes)" | Larsson Fredriksson Michaels Tranter                      | Mattman & Robin Mischke [a] | 3:00    |  |
| 15.                                  | "Liar"                              | Evigan Breyan Isaac Danny Parker Nash Overstreet          | Evigan                      | 3:16    |  |
| 16.                                  | "If I'm Dancing"                    | Kirkpatrick Simon Wilcox Chantal Kreviazuk                | Kirkpatrick Mischke [a]     | 3:24    |  |
| 17.                                  | "Coupure Électrique"                | Spears Lance Eric Shipp Nathalia Marshall Rachael Kennedy | Shipp Mischke [a]           | 3:22    |  |
| Duração total:                       | Duração total:                      | Duração total:                                            | Duração total:              | 56:35   |  |

| Glory – Edição japonesa (faixa bônus) / Reedição padrão de 2020 |                |                                                                                          |                                        |         |  |
| N.º                                                             | Título         | Compositor(es)                                                                           | Produtor(es)                           | Duração |  |
| 18.                                                             | "Mood Ring"    | Dijon McFarlane Nicholas Audino Te Whiti Warbrick Lewis Hughes Jon Asher Melanie Fontana | DJ Mustard Twice as Nice [b] Asher [a] | 3:49    |  |
| Duração total:                                                  | Duração total: | Duração total:                                                                           | Duração total:                         | 45:00   |  |

| Glory – Reedição deluxe de 2020 |                                           |                                                 |                                        |         |  |
| N.º                             | Título                                    | Compositor(es)                                  | Produtor(es)                           | Duração |  |
| 19.                             | "Swimming in the Stars"                   | Matthew Koma Book Alexei Misoul                 | Koma Book                              | 3:21    |  |
| 20.                             | "Matches" (com Backstreet Boys)           | Michael Wise Asia Whiteacre Tranter Kirkpatrick | Wise Kirkpatrick                       | 2:47    |  |
| 21.                             | "Mood Ring (By Demand)" (Pride Remix)     | McFarlane Audino Warbrick Hughes Asher Fontana  | DJ Mustard Twice as Nice [b] Asher [a] | 3:13    |  |
| 22.                             | "Mood Ring (By Demand)" (Wuki Remix)      | McFarlane Audino Warbrick Hughes Asher Fontana  | DJ Mustard Twice as Nice [b] Asher [a] | 3:06    |  |
| 23.                             | "Mood Ring (By Demand)" (Ape Drums Remix) | McFarlane Audino Warbrick Hughes Asher Fontana  | DJ Mustard Twice as Nice [b] Asher [a] | 3:41    |  |
| Duração total:                  | Duração total:                            | Duração total:                                  | Duração total:                         | 76:49   |  |

| Glory – Edição de turnê japonesa (disco bônus) |                                         | |                                            |         |  |
| N.º                                            | Título                                  | Compositor(es)                                                                                          | Produtor(es)                               | Duração |  |
| 1.                                             | "Work Bitch"                            | Spears William Adams Otto Jettman Sebastian Ingrosso Anthony Preston Ruth-Anne Cunningham               | Ingrosso Otto Knows will.i.am Preston [a]  | 4:08    |  |
| 2.                                             | "Womanizer"                             | Nikesha Briscoe Rafael Akinyemi                                                                         | K. Briscoe/The Outsyders                   | 3:43    |  |
| 3.                                             | "Piece of Me"                           | Spears Christian Karlsson Pontus Winnberg Klas Åhlund                                                   | Bloodshy & Avant                           | 3:31    |  |
| 4.                                             | "Me Against the Music" (Dragon Man Mix) | Spears Madonna Ciccone Christopher Stewart Thabiso Nikhereanye Penelope Magnet Terius Nash Gary O'Brien | Trixster Magnet [b] Dragon Man [b]         | 3:44    |  |
| 5.                                             | "Gimme More"                            | Nate Hills James Washington Keri Hilson Marcella Araica                                                 | Danja Jim Beanz [a] Hilson [a]             | 4:11    |  |
| 6.                                             | "Everytime"                             | Spears Annette Stamatelatos                                                                             | Guy Sigsworth                              | 3:50    |  |
| 7.                                             | "...Baby One More Time"                 | Max Martin                                                                                              | Martin Rami Yacoub                         | 3:31    |  |
| 8.                                             | "Oops!... I Did It Again"               | Martin Yacoub                                                                                           | Martin Yacoub                              | 3:31    |  |
| 9.                                             | "Boys"                                  | Chad Hugo Pharrell Williams                                                                             | The Neptunes                               | 3:28    |  |
| 10.                                            | "Get Naked (I Got a Plan)"              | Corte Ellis Hills Araica                                                                                | Danja Beanz [a]                            | 4:45    |  |
| 11.                                            | "I'm a Slave 4 U"                       | Hugo Pharrell Williams                                                                                  | The Neptunes                               | 3:24    |  |
| 12.                                            | "Freakshow"                             | Spears Karlsson Winnberg Henrik Jonback Ezekiel Lewis Patrick Smith                                     | Bloodshy & Avant The Clutch [b]            | 2:55    |  |
| 13.                                            | "Do Somethin'"                          | Spears Angelo Hunte Karlsson Winnberg Jonback                                                           | Bloodshy & Avant                           | 3:22    |  |
| 14.                                            | "Circus"                                | Lukasz Gottwald Claude Kelly Benjamin Levin                                                             | Dr. Luke Benny Blanco                      | 3:11    |  |
| 15.                                            | "If U Seek Amy"                         | Martin Shellback Savan Kotecha Alexander Kronlund                                                       | Martin                                     | 3:36    |  |
| 16.                                            | "Breathe on Me"                         | Stephen Lee Steve Anderson Lisa Greene                                                                  | Mark Taylor                                | 3:44    |  |
| 17.                                            | "Touch of My Hand"                      | Spears Jimmy Harry Balewa Muhammad Shep Solomon                                                         | Harry Solomon                              | 4:20    |  |
| 18.                                            | "Toxic"                                 | Cathy Dennis Karlsson Winnberg Jonback                                                                  | Bloodshy & Avant                           | 3:19    |  |
| 19.                                            | "Stronger"                              | Martin Yacoub                                                                                           | Martin Yacoub                              | 3:24    |  |
| 20.                                            | "(You Drive Me) Crazy"                  | Jörgen Elofsson Per Magnusson David Kreuger Martin                                                      | Magnusson Kreuger Martin                   | 3:19    |  |
| 21.                                            | "Till the World Ends"                   | Gottwald Alexander Kronlund Martin Kesha Sebert                                                         | Dr. Luke Martin Billboard Emily Wright [a] | 3:58    |  |
| Duração total:                                 | Duração total:                          | Duração total:                                                                                          | Duração total:                             | 76:54   |  |

Notas
- a  - denota um produtor vocal
- b  - denota um co-produtor
- Nas edições físicas do álbum, "Do You Wanna Come Over?" é a segunda faixa, após "Invitation" e anterior à "Make Me...", enquanto o restante da lista de faixas permanece na mesma ordem.[74]
- O álbum foi relançado em 16 de novembro de 2016 nas plataformas digitais, para incluir uma nova versão de "Slumber Party", com participação de Tinashe, que tem a mesma duração da versão original. A versão solo retornou às plataformas de streaming na edição deluxe do relançamento de 2020.

- A edição padrão do relançamento de 2020 incluiu "Mood Ring" como faixa bônus, com o resto da lista de faixas sendo baseada na reedição digital original, que incluía “Do You Wanna Come Over?" como sétima faixa e a versão de "Slumber Party" com Tinashe. Essa edição, em conjunto com todas as edições anteriores do álbum foram removidas das plataformas digitais desde setembro de 2022. O relançamento deluxe de 2020 detém a mesma ordem de faixas das edições físicas do álbum.
- A partir dos relançamentos de 2020, "Mood Ring" passou a ser estilizada como "Mood Ring (By Demand)" nas plataformas de streaming.

## Equipe e produção
- Denisea Andrews — vocais de fundo
- Jon Asher — produtor vocal, vocais de fundo
- Jessica Ashley — vocais de fundo
- Venus Barr — teclados , produtor
- Erik Belz — engenheiro vocal assistente
- BloodPop — produtor
- Julian Gramma — produtor
- Dan Book — produtor de voz
- Trevor Brown — vocais de fundo
- Burns — engenheiro, produtor
- Cashmere Cat — instrumentação, produtor, programação
- Maddox Chhim — assistente de mixagem
- Brittany Coney — vocais de fundo
- John Cranfield — engenheiro
- Alex DeGroot — engenheiro vocal assistente
- Aaron Dobos — engenheiro vocal
- Ed Drewett — vocais de fundo
- Jason Evigan — instrumentação, produtor, engenheiro vocal, produtor vocal, vocais de fundo
- Vanessa Evigan — vocais de fundo
- Victoria Evigan — vocais de fundo
- Benny Faccone — engenheiro assistente, engenheiro vocal assistente
- Oak Felder — produtor, vocais de fundo
- Robin Florent — engenheiro de mixagem
- Melanie Fontana — vocais de fundo
- Ina Forsberg — vocais de fundo
- Sterling Fox — guitarra, vocais de fundo
- Livvi Franc — vocais de fundo
- Robin Fredriksson — baixo, bronze, bateria, violão, handclapping, kalimba, marimba, percussão, produtor, programação, snaps, sintetizador, engenheiro vocal, produtor vocal
- Michael Freeman — assistente de mixagem
- G-Eazy - vocais de rap
- Chris Galland — engenheiro de mixagem
- Serban Ghenea — mistura
- Andrew Goldstein — engenheiro, teclados , produtor, programação
- Erwin Gorostiza — diretor criativo
- Oscar Görres — baixo, guitarra, percussão, produtor, programação, shaker , snaps, sintetizador, engenheiro vocal, produtor vocal, vocais de fundo
- Angella Grossi — vocais de fundo
- John Hanes — engenheiro, engenheiro de mixagem
- Breyan Isaac — vocais de fundo
- Jeff Jackson — engenheiro de mixagem
- Jermaine Jackson — vocais de fundo
- Joe Janiak — vocais de fundo
- Kathleen Janzen — vocais de fundo
- Jaycen Joshua — misturando
- Ilsey Juber — vocais de fundo
- Rob Katz — engenheiro vocal assistente
- Ian Kirkpatrick — produtor, programação, vocais de fundo
- Zaire Koalo — vocais de fundo
- Dave Kutch — masterização
- Karen Kwak — A&R, produtora executiva
- Mattias Larsson — baixo, bronze, bateria, violão, handclapping, kalimba, marimba, percussão, produtor, programação, snaps, sintetizador, engenheiro vocal, produtor vocal
- Marcus Lomax — vocais de fundo
- Kevin Luu — engenheiro assistente, engenheiro vocal assistente
- Manny Marroquin — mistura
- Nathalia Marshall — assistência de produção vocal
- Julia Michaels — vocais de fundo
- Mischke — engenheiro vocal, produtor vocal, vocais de fundo
- Nick Monson — produtor
- David Nakaji — assistente de mixagem
- Alex Niceford — produtor
- Randee São Nicolau — fotografia
- Jason Patterson — engenheiro vocal assistente
- Phoebe Ryan — vocais de fundo
- Linda Pritchard — vocais de fundo
- Benjamin Rice — engenheiro vocal
- Talay Riley — vocais de fundo
- Robopop — instrumentação, produtor, programação
- James Royo — engenheiro
- Lance Shipp — podorythmie
- Venus Shipp — vocais de fundo, engenheiro assistente
- Dawn Soul — vocais de apoio, programação
- Britney Spears — vocal principal , vocais de fundo
- Mark "Spike" Stent — mistura
- Gavin Taylor — direção de arte, design
- Isaiah Tejada — engenheiro assistente
- Pat Thrall — produtor de voz
- Carla Marie Williams — vocais de fundo
- Tramaine "Youngfyre" Winfrey — produtor, vocais de fundo
- Sadaharu Yagi — engenheiro vocal assistente

## Desempenho nas tabelas musicais
| Chart (2016–2017)                                 | Maior posição |
| ------------------------------------------------- | ------------- |
| Alemanha (Offizielle Deutsche Charts)             | 3             |
| Argentina (CAPIF)                                 | 5             |
| Austrália (ARIA)                                  | 4             |
| Áustria (Ö3 Austria Top 40)                       | 6             |
| Bélgica (Ultratop Flandres)                       | 3             |
| Bélgica (Ultratop Valônia)                        | 4             |
| Brasil (ABPD)                                     | 1             |
| Canadá (Billboard)                                | 4             |
| Coreia do Sul (Gaon)                              | 1             |
| Coreia do Sul (South Korean Albums International) | 1             |
| Dinamarca (Hitlisten)                             | 35            |
| Escócia (Official Scottish Albums)                | 4             |
| Espanha (PROMUSICAE)                              | 2             |
| Estados Unidos (Billboard 200)                    | 3             |
| Estônia (Estonian Albums)                         | 8             |
| Finlândia (Suomen virallinen lista)               | 8             |
| França (SNEP)                                     | 1             |
| Grécia (IFPI Greece)                              | 28            |
| Hungria (MAHASZ)                                  | 10            |
| Irlanda (IRMA)                                    | 1             |
| Itália (FIMI)                                     | 1             |
| Japão (Oricon)                                    | 19            |
| México (AMPROFON)                                 | 5             |
| Nova Zelândia (RMNZ)                              | 8             |
| Países Baixos (Dutch Charts)                      | 8             |
| Noruega (VG-lista)                                | 10            |
| Polónia (ZPAV)                                    | 12            |
| Portugal (AFP)                                    | 3             |
| Reino Unido (UK Albums Chart)                     | 2             |
| República Tcheca (ČNS IFPI)                       | 1             |
| Suécia (Sverigetopplistan)                        | 12            |
| Suíça (Schweizer Hitparade)                       | 4             |
| Taiwan (Five Music)                               | 1             |

| Chart (2016)                | Posição |
| --------------------------- | ------- |
| Bélgica (Ultratop Wallonia) | 142     |
| Coreia do Sul (Gaon)        | 88      |
| EUA (Billboard 200)         | 172     |
| México (AMPROFON)           | 87      |

## Histórico de lançamento
| País          | Data                   | Formato(s)             | Edição(s)          | Gravadora(s)     | Ref.    |
| ------------- | ---------------------- | ---------------------- | ------------------ | ---------------- | ------- |
| Vários        | 26 de agosto de 2016   | CD Download digital LP | Padrão deluxe      | RCA              | [ 112 ] |
| Coreia do Sul | 30 de agosto de 2016   | CD                     | Exclusivo          | Sony Music       | [ 113 ] |
| Japão         | 14 de setembro de 2016 | CD                     | Exclusivo          | Sony Music Japan | [ 114 ] |
| Japão         | 31 de maio de 2017     | Álbum duplo            | Japan Tour edition | Sony Music Japan | [ 115 ] |
| China         | 18 de junho de 2017    | Álbum duplo            | China Tour edition | Sony Music       | [ 116 ] |